# Hrvatski savez daljinskog plivanja
Hrvatski savez daljinskog plivanja (HSDP) je krovna hrvatska organizacija za daljinsko plivanje.
Međunarodni naziv za Hrvatski savez daljinskog plivanja je Croatian Long Distance Swimming Federation.
Član je Svjetske organizacije vodenih športova (FINA), World Professional Marathon Swimming Federation (WPMSF) i World Open Water Swimming Association (WOWSA).
Osnovan je 9. ožujka 2001. godine u Rijeci.
Sjedište saveza je u ulici Ivana Kukuljevića Sakcinskog 6, Stari Grad.
Jedini nacionalni športski savez olimpijskih športova sa sjedištem na nekom od hrvatskih otoka.

## Olimpijske igre
Najbolji rezultat je 12. mjesto Karle Šitić 2012. godine.

## Svjetska prvenstva
Prva krovna organizacija za maratonsko plivanje bila je Fédération Internationale de Natation Longue Distance osnovana 1954. godine. 1963. godine cijepa se na dvije koje postoje do 1970-ih: International Long Distance Swimming Federation (ILDSF) i World Professional Marathon Swimming Federation (WPMSF).

### ILDSF
Veljko Rogošić bio je svjetski prvak 1971., 1972., 1973. i 1974. godine.

### FINA
Najbolji rezultat je 9. mjesto Dragana Kvrgića 1990. godine.

## Svjetske serije

### FINA UltraMarathon Swim Series &  FINA Marathon Swim World Series
Prijašnji naziv UltraMarathon serije je FINA Open Water Swimming Grand Prix (FINA OWS GP). Održava se od 2008. i utrke su duljina od 15km do 36km. Prijašnji naziv Marathon serije je 10km Marathon Swimming World Cup. Održava se od 2007.  i sve utrke su duljine 10km.
Pobjednici na barem jednom natjecanju.
|     | Plivač(ica) | Pobjede | Postolja | Disciplina |
| --- | ----------- | ------- | -------- | ---------- |
| M/Ž | [[]]        |         |          |            |

Ukupna pobjeda
Najbolji rezultat u ukupnom poretku je 3. mjesto Dine Levačić 2016. godine, u UltraMarathon seriji.
| Plivač(ica) | Titule | Disciplina | Godine |
| ----------- | ------ | ---------- | ------ |
| [[]]        |        |            |        |

## Europsko prvenstvo
kurziv - hrvatski plivači koji su medalje osvojili za Jugoslaviju
| # | Plivač(ica)              | Zlato | Srebro | Bronca | Ukupno |
| - | ------------------------ | ----- | ------ | ------ | ------ |
| 1 | Anamarija Petričević     | 1     | 0      | 0      | 1      |
| 2 | Diana Simonović-La Cabec | 0     | 1      | 0      | 1      |
| 3 | Dragan Kvrgić            | 0     | 0      | 1      | 1      |

## Izazovi daljinskog plivanja

### Trostruka kruna
Triple Crown of Open Water Swimming
Dina Levačić (2017.)

### Oceanskih sedam
Oceans Seven

## Kuće slavnih

### International Swimming Hall of Fame
- Veljko Rogošić
- Vicko Šoljan

### International Marathon Swimming Hall of Fame
- Dina Levačić[10]
- Veljko Rogošić - prvi Hrvat primljen u IMSHOF
- Vicko Šoljan
- Faros maraton - ušao je u povijest svjetskog plivanja kao prva organizacija koja je postala članom IMSHOF-a ili ISHOF-a.[11]

## Svjetski rekorderi
- Veljko Rogošić[12][13]

otplivao 225km bez prekida (Grado – Riccione, 2006.)
- prvi plivač koji je prešao granicu od 200km
maraton Savudrija – Prevlaka 
- svjetski rekord u etapnom plivanju: 880km u 57 etapa i 222 sata
prvi koji je otplivao maraton Europa – Afrika preko Sicilije (2008.)

## Nacionalni rekordi
28. velj. 2016.
| WR     | Svjetski rekord                                 |
| ER     | Europski rekord                                 |
|        | Olimpijske discipline                           |
| Italic | lošiji rezultati ostvareni na istoj udaljenosti |

| Disciplina      | Disciplina | Otvorene vode         | Otvorene vode       | 50-metarski bazen | 50-metarski bazen |
| --------------- | ---------- | --------------------- | ------------------- | ----------------- | ----------------- |
| Disciplina      | Disciplina | muškarci              | žene                | muškarci          | žene              |
|                 |            |                       |                     |                   |                   |
| s l o b o d n o | 3km        | —                     | —                   | 37:54 Ivan Šitić  | 39:03 Petra Mijić |
| s l o b o d n o | 5km        | 55:00 Stjepan Ptičar  | 55:54 Karla Šitić   | 56:09 Roko Čopac  | 59:22 Karla Šitić |
| s l o b o d n o | 10km       | 1;46:44 Ivan Šitić    | 1;42:53 Karla Šitić | ——                | ——                |
| s l o b o d n o | 16km       | 3;06:24 Duje Milan    | 3;13:35 Karla Šitić | ——                | ——                |
| s l o b o d n o | 25km       | 5;20:31 Dragan Kvrgić | 5;28:35 Karla Šitić | ——                | ——                |

| Disciplina izvor | Disciplina izvor | Disciplina izvor | Disciplina izvor | Otvorene vode                   | Otvorene vode | Otvorene vode | Otvorene vode | Otvorene vode | Otvorene vode                  | 50 m bazen | 50 m bazen | 25 m bazen | 25 m bazen |
| Disciplina izvor | Disciplina izvor | Disciplina izvor | Disciplina izvor | oceani                          | oceani        | jezera        | jezera        | rijeke        | rijeke                         | 50 m bazen | 50 m bazen | 25 m bazen | 25 m bazen |
| ---------------- | ---------------- | ---------------- | ---------------- | ------------------------------- | ------------- | ------------- | ------------- | ------------- | ------------------------------ | ---------- | ---------- | ---------- | ---------- |
| Disciplina izvor | Disciplina izvor | Disciplina izvor | Disciplina izvor | M                               | Ž             | M             | Ž             | M             | Ž                              | M          | Ž          | M          | Ž          |
|                  |                  |                  |                  |                                 |               |               |               |               |                                |            |            |            |            |
| s l o b o d n o  | unassisted       | current neutral  | continuous       |                                 |               |               |               | X             | X                              | X          | X          | X          | X          |
| s l o b o d n o  | unassisted       | current neutral  | multi-segment    |                                 |               |               |               | X             | X                              | X          | X          | X          | X          |
| s l o b o d n o  | unassisted       | current neutral  | 24 sata          | X                               | X             | X             | X             | X             | X                              |            |            |            |            |
| s l o b o d n o  | unassisted       |                  |                  |                                 |               |               |               |               |                                |            |            |            |            |
| s l o b o d n o  | unassisted       | current aided    | continuous       | 225km/196km * WR Veljko Rogošić |               |               |               |               | 88km Dina Levačić, Karla Šitić | X          | X          | X          | X          |
| s l o b o d n o  | unassisted       | current aided    | multi-segment    |                                 |               |               |               | X             | X                              | X          | X          | X          | X          |
| s l o b o d n o  |                  |                  |                  |                                 |               |               |               |               |                                |            |            |            |            |
| s l o b o d n o  | assisted         | current neutral  | continuous       |                                 |               |               |               | X             | X                              | X          | X          | X          | X          |
| s l o b o d n o  | assisted         | current neutral  | multi-segment    |                                 |               |               |               | X             | X                              | X          | X          | X          | X          |
| s l o b o d n o  | assisted         |                  |                  |                                 |               |               |               |               |                                |            |            |            |            |
| s l o b o d n o  | assisted         | current aided    | continuous       |                                 |               |               |               |               |                                | X          | X          | X          | X          |
| s l o b o d n o  | assisted         | current aided    | multi-segment    |                                 |               |               |               | X             | X                              | X          | X          | X          | X          |

## Ostalo
- 1907. godine budući hrvatski književnik Miroslav Krleža je kao 13-ogodišnjak pobijedio na plivačkoj utrci u Zagrebu održanoj između dviju obala rijeke Save koje danas spaja željeznički most.[15] To je najstariji sačuvani podatak o daljinskom plivanju u Hrvatskoj. Također, 1910. godine Miroslav Krleža pobijedio je u plivačkim natjecanjima na 400 metara i 11 kilometara koja su bila u sklopu organiziranoga javnoga natjecanja u skokovima te brzom i ustrajnom plivanju održanoga od 26. do 28. kolovoza, a plivalo se je prsnim stilom niz Savu od Zagreba do Jakuševca.[15]
- Prvi registrirani maraton u Hrvatskoj održan je na Veliku Gospu 15. kolovoza 1910.g. u Crikvenici. Danas nosi naziv Plivački maraton Šilo – Crikvenica te je najstariji plivački maraton na Jadranu s preko 100 izdanja.[16]
- 1. rujna 1991. godine za vrijeme blokade Hrvatskog zračnog prostora i pomorske blokade otoka, organiziran je 16. MPHDP – FAROS Maraton 1991. kao prvo međunarodno športsko natjecanje u samostalnoj Republici Hrvatskoj.[2]
- Vicko Šoljan je utemeljitelj saveza i osnivač Faros maratona.
- Karla Šitić je prva hrvatska plivačka maratonka koja je izborila nastup na Olimpijskim igrama. Bilo je to za OI u Londonu 2012.
- Najviše nastupa na OI ima Veljko Rogošić (2).

### Popis utrka u daljinskom plivanju u Hrvatskoj
| * | duljina glavne (najdulje) utrke    |
|   | međudržavni maraton                |
|   | maraton se pliva (rijekom) UZVODNO |
|   | NEnatjecateljski maraton           |

| Utrke s barem 15 izdanja ili 1. utrke svoje vrste u Hrvatskoj ili utrke posebne u europskim razmjerima & nenatjecateljski maratoni koje je barem 5 ljudi otplivalo | Utrke s barem 15 izdanja ili 1. utrke svoje vrste u Hrvatskoj ili utrke posebne u europskim razmjerima & nenatjecateljski maratoni koje je barem 5 ljudi otplivalo | Utrke s barem 15 izdanja ili 1. utrke svoje vrste u Hrvatskoj ili utrke posebne u europskim razmjerima & nenatjecateljski maratoni koje je barem 5 ljudi otplivalo | Utrke s barem 15 izdanja ili 1. utrke svoje vrste u Hrvatskoj ili utrke posebne u europskim razmjerima & nenatjecateljski maratoni koje je barem 5 ljudi otplivalo | Utrke s barem 15 izdanja ili 1. utrke svoje vrste u Hrvatskoj ili utrke posebne u europskim razmjerima & nenatjecateljski maratoni koje je barem 5 ljudi otplivalo | Utrke s barem 15 izdanja ili 1. utrke svoje vrste u Hrvatskoj ili utrke posebne u europskim razmjerima & nenatjecateljski maratoni koje je barem 5 ljudi otplivalo | Utrke s barem 15 izdanja ili 1. utrke svoje vrste u Hrvatskoj ili utrke posebne u europskim razmjerima & nenatjecateljski maratoni koje je barem 5 ljudi otplivalo |
| Naziv utrke | Duljina * [km] | Lokacija / Start–Cilj | 1. izdanje | Zadnje izdanje | Bilješke | Ref |
| --- | --- | --- | --- | --- | --- | --- |
| Alpe Adria Swim Cup u Hrvatskoj | | više | barem 2021. | pliva se | Novigrad u Hrvatskoj; | [ 17 ] [ 18 ] [ 19 ] [ 20 ] [ 21 ] |
| Alpe-Adria Open Water Cup u Hrvatskoj | | više | . | pliva se | | [ 22 ] |
| Europski kup u daljinskom plivanju u Hrvatskoj | | Ražanac | 2024. | pliva se povremeno | European Aquatics Open Water Cup, prije LEN Open Water Cup; | [ 23 ] [ 24 ] |
| FINA Svjetske plivačke serije u Hrvatskoj | | više | 2019. | pliva se povremeno | | |
| | | | | | | |
| Amaterski plivački maraton Vrbnik - Risika | | Krk (Vrbnik–Risika) | 2001. | pliva se | | |
| Croatia open water | 10 | Split | 2013. 1964. | 2014. ? | utrka koja se održavala oko otočića Galijera obnovljena je 2013.; | [ 25 ] [ 26 ] |
| Faros maraton | 16 | Stari Grad (Hvar) | 1976. 1975. | pliva se | 1975. održan je "probni" mini maraton; član je World Swimming Majors (30) i World's Top 100 Open Water Swims | [ 27 ] [ 28 ] |
| FINA UltraMarathon Grand Prix Croatia | 20 | Crikvenica–Novi Vinodolski | 2019. | | prva hrvatska utrka koja je dio neke FINA Svjetske serije pa je ujedno i prva utrka FINA UltraMarathon Swim Series u Hrvatskoj; prvo natjecanje u vodenim sportovima u Hrvatskoj koje je uključeno u FINU; | [ 29 ] [ 30 ] |
| Kostrenski plivački maraton | | Kostrena | 2010. | pliva se | | [ 31 ] |
| Memorijalni dančarski maraton "Đuro Kolić" | 1,75 | Dubrovnik | 2009. | pliva se | | |
| Morske orgulje plivački maraton | 2,2 | Zadar | 2018. | pliva se | pliva se ispred instalacije morskih orgulja, dva kruga; | |
| Omiški plivački maraton | 10 | Omiš | 1993. | pliva se | maraton održan 1993. nije bio u kalendaru Hrvatskog plivačkog saveza i to je bilo jedino izdanje u kojem se nisu natjecali profesionalni plivači; | [ 32 ] [ 33 ] |
| Plivački maraton Biograd | 3,5 | Biograd na Moru | 2004. | pliva se | | |
| Plivački maraton Cup Stoja | | Pula | 2004. | pliva se | | |
| Plivački maraton Limski kanal | 3 | Limski kanal | 2005. | pliva se | | |
| Plivački maraton Lozica Plivački maraton Rogoznica | 2,1 | Rogoznica | 1997. | pliva se | | |
| Plivački maraton Novi Open | 2,8 | Novi Vinodolski | 2005. | pliva se | utrka kreće iz luke prema i oko otočića Sv. Marin i nazad u luku | [ 34 ] |
| Plivački maraton „Oko Benušića“ Plivački maraton Ist | 4,2 | Ist | 2008. | pliva se | | |
| Plivački maraton „Porečki delfin“ | 5 | Poreč | 2000. | pliva se | najveći sportsko-rekreativni plivački događaj u Hrvatskoj; održavaju se natjecateljski CRO CUP plivački maraton na 5 km te rekreativni maratoni na 1.5 km, 3 km i 5 km; rekreativni maratoni mogu se plivati bilo kojim stilom te su dozvoljena različita pomagala: peraje, luftmadraci, rukavice za plivanje, maske; na 19. izdanju u rekreativnoj utrci sudjelovao je Laszlo Cseh; | [ 35 ] [ 36 ] |
| Plivački maraton Preko - Zadar | 4,5 | Preko–Zadar | 1973. | pliva se | | [ 37 ] |
| Plivački maraton Raslina | 5 | Raslina | 2010. | pliva se | 2017. je kao prvi hrvatski maraton primljen u Global Swim Series, čime je Hrvatska postala 30. zemlja u toj prestižnoj organizaciji; | [ 38 ] |
| Plivački maraton Sukošan | 4 | Sukošan | 2011. | pliva se | | [ 39 ] |
| Plivački maraton Sv. Eufemije | | Rovinj | 1999. | pliva se | | |
| Plivački maraton Šilo – Crikvenica | 3,5 | Šilo–Crikvenica | 1910. | pliva se | najstariji plivački maraton na Jadranu; | |
| Plivački maraton Štitar | 12 | Štitar (Sava) | oko 2002. | pliva se | | [ 40 ] [ 41 ] |
| Plivački maraton Vrbnik - Novi Memorijal Veljka Rogošića | 10 | Vrbnik–Novi Vinodolski | 2015. | pliva se | najdulji natjecateljski plivački maraton u jednom pravcu na Jadranu; | [ 34 ] |
| Plivački maraton "Za obale prijateljstva" | | Portorož–Kanegra | 2008. | ?? | | [ 42 ] |
| Plivački maraton Zlatko Jurković | | Krk–Kostrena | 2003. | pliva se | | |
| Plivački mini maraton perajama Fratarski otok - Bunarina Memorijal Elvino Pliško (od 2003.)                                                                        | 1,3 | Pula (Fratarski otok–Bunarina) | 1975. | pliva se | | [ 43 ] |
| Plivački mini maraton Stoja - Valsaline Plivački mini maraton grada Pule                                                                                           | | Pula | 1980. | pliva se | | |
| Toreta open water | 2,5 | Silba | 2015. | pliva se | | [ 44 ] |
| Viški plivački maraton | 2,2 | Vis | 1999. | pliva se | | |
| Zagreb Open plivački maraton | 5 | Zagreb (Jarun) | 2001. | 2014. | | |

## Vanjske poveznice
- Hrvatski savez daljinskog plivanja, hsdp.hr
- LongSwimsDB baza podataka